# حيث
حيث اسم يعرب ظرفا مبنيا على الضم في محل نصب على الظرفية المكانية وسبب بنائه على الضم لأنه مقطوع عن الإضافة وتليه جملة.
ويأتي في محل نصبٍ ظرفَ مَكان، مثل: “اجْلِسْ حيثُ يَنْتَهِي بكَ المَجْلِس".
أو خَفْضٍ بـ “مِن” مثل: {وَمِنْ حَيْثُ خَرَجْتَ فَوَلِّ وَجْهَكَ}.
وقَدْ يَقَعُ مفعولاً به مثل: {اللَّهُ أعْلَمُ حَيْثُ يَجْعَلُ رِسَالَتَهُ} وناصِبُها: “يَعْلم” مَحْذُوفاً مدلولاً عليه بأعْلَم، لا بأعلَم المذكورة، لأنَّ أفعل التَّفْضيل لا يَنْصِب المفعولَ به.
ويَلْزَمُ (حيثُ) الإضَافَةُ إلى جملةٍ اسْمِيَّةً كانتْ أو فِعْليَّةً، وإضافتها للفِعْلِيَّة أكْثَر.
فالاسمِيَّةُ مثل: "قِفْ حَيْثُ أَبُوكَ وَاقِفٌ"، والفِعْلِيَّةُ مِثالُها الآية: {حيث يجعلُ رسالته}.

## حيث في كلام علماء العربية
حَيْثُ: ظَرْف مُبْهَم مِنَ الْأَمْكِنَةِ، مَضْمُوم، وَبَعْضُ الْعَرَبِ يَفْتَحُهُ. وَزَعَمُوا أَنَّ أَصْلَهَا الْوَاوُ؛ قَاْلَ ابْن سِيدَهْ: وَإِنَّمَا قَلَبُوا الْوَاوَ يَاءً طَلَبَ الْخِفَّةِ، قَالَ: وَهَذَا غَيْرُ قَوِي.
وَقَالَ بَعْضُهُمْ: أَجْمَعَت الْعَرَبُ عَلَى رَفْعِ حَيْثُ فِي كل وَجْهٍ، وَذَلِكَ أَنَّ أَصْلَهَا حَوْثُ، فَقُلِبَتِ الْوَاوُ يَاءً لِكَثْرَةِ دُخُولِ الْيَاءِ عَلَى الْوَاوِ، فَقِيلَ: حَيْثُ، ثُمَّ بُنِيَتْ عَلَى الضَّمِّ، لِالْتِقَاءِ السَّاكِنَيْنِ، وَاخْتِيرَ لَهَا الضَّمُّ لِيُشْعِرَ ذَلِكَ بِأَنَّ أَصْلَهَا الْوَاوُ، وَذَلِكَ لِأَنَّ الضَّمَّةَ مُجَانِسَةٌ لِلْوَاوِ، فَكَأَنَّهُمْ أَتْبَعُوا الضَّمَّ الضَّمَّ. قَاْلَ الْكِسَائِيُّ: وَقَدْ يَكُونُ فِيهَا النَّصْبُ، يَحْفِزُهَا مَا قَبْلَهَا إِلَى الْفَتْحِ؛ قَاْلَ الْكِسَائِي: سَمِعْتُ فِي بَنِي تَمِيمٍ مِنْ بَنِي يَرْبُوعٍ وَطُهَيَّةَ مَنْ يَنْصِبُ الثَّاءَ، عَلَى كل حَالٍ فِي الْخَفْضِ وَالنَّصْبِ وَالرَّفْعِ، فَيَقُولُ: حَيْثَ الْتَقَيْنَا، وَمِنْ حَيْثَ لَا يَعْلَمُونَ، وَلَا يُصِيبُهُ الرَّفْعُ فِي لُغَتِهِمْ. قَالَ: وَسَمِعْتُ فِي بَنِي أَسَدِ بْنِ الْحَارِثِ بْنِ ثَعْلَبَةَ، وَفِي بَنِي فَقْعَسٍ ڪُلِّهَا يَخْفِضُونَهَا فِي مَوْضِعِ الْخَفْضِ، وَيَنْصِبُونَهَا فِي مَوْضِعِ النَّصْبِ، فَيَقُولُ مِنْ حَيْثِ لَا يَعْلَمُونَ، وَكَانَ ذَلِكَ حَيْثَ الْتَقَيْنَا. وَحَكَى اللِّحْيَانِيُّ عَنِ الْكِسَائِيِّ أَيْضًا أَنَّ مِنْهُمْ مَنْ يَخْفِضُ بِحَيْثُ؛ وَأَنْشَدَ:
أَمَا تَرَى حَيْثَ سُهَيْلٍ طَالِعَا؟
قَالَ: وَلَيْسَ بِالْوَجْهِ؛ قَالَ: وَقَوْلُهُ أَنْشَدَهُ ابْنُ دُرَيْد:
بِحَيْثُ نَاصَى اللِّمَمَ الْكِثَاثَا     مَوْرُ الْكَثِيبِ، فَجَرَى وَحَاثَا
قَالَ: يَجُوزُ أَنْ يَكُونَ أَرَادَ وَحَثَا فَقَلَبَ. الْأَزْهَرِيُّ عَنِ اللَّيْثِ: لِلْعَرَبِ فِي حَيْثُ لُغَتَانِ:
فَاللُّغَةُ الْعَالِيَةُ حَيْثُ، الثَّاءُ مَضْمُومَةٌ، وَهُوَ أَدَاةٌ لِلرَّفْعِ يَرْفَعُ الِاسْمَ بَعْدَهُ، وَلُغَةٌ أُخْرَى: حَوْثُ، رِوَايَةً عَنِ الْعَرَبِ لِبَنِي تَمِيمٍ، يَظُنُّونَ حَيْثُ فِي مَوْضِعِ نَصْبٍ، يَقُولُونَ: الْقَهْ حَيْثُ لَقِيتَهُ، وَنَحْوُ ذَلِكَ كذلك. وَقَالَ ابْنُ كيسان: حَيْثُ حَرْفٌ مَبْنِيٌّ عَلَى الضَّمِّ، وَمَا بَعْدَهُ صِلَةٌ لَهُ يَرْتَفِعُ الِاسْمُ بَعْدَهُ عَلَى الِابْتِدَاءِ، كقولك: قُمْتُ حَيْثُ زَيْدٌ قَائِمٌ. وَأَهْلُ الْكُوفَةِ يُجِيزُونَ حَذْفَ قَائِمٍ، وَيَرْفَعُونَ زَيْدًا بِحَيْثُ، وَهُوَ صِلَةٌ لَهَا، فَإِذَا أَظْهَرُوا قَائِمًا بَعْدَ زَيْدٍ، أَجَازُوا فِيهِ الْوَجْهَيْنِ: الرَّفْعَ، وَالنَّصْبَ، فَيَرْفَعُونَ الِاسْمَ أَيْضًا وَلَيْسَ بِصِلَةٍ لَهَا، وَيَنْصِبُونَ خَبَرَهُ وَيَرْفَعُونَهُ، فَيَقُولُونَ: قَامَتْ مَقَامَ صِفَتَيْنِ؛ وَالْمَعْنَى زَيْدٌ فِي مَوْضِعٍ فِيهِ عَمْرٌو، فَعَمْرٌو مُرْتَفِعٌ بِفِيهِ، وَهُوَ صِلَةٌ لِلْمَوْضِعِ، وَزَيْدٌ مُرْتَفِعٌ بِفِي الْأُولَى، وَهِيَ خَبَرُهُ وَلَيْسَتْ بِصِلَةٍ لِشَيْءٍ؛ قَالَ: وَأَهْلُ الْبَصْرَةِ يَقُولُونَ حَيْثُ مُضَافَةٌ إِلَى جُمْلَةٍ، فَلِذَلِكَ لَمْ تُخْفَضْ؛ وَأَنْشَدَ الْفَرَّاءُ بَيْتًا أَجَازَ فِيهِ الْخَفْضَ، وَهُوَ قَوْلُهُ:
أَمَا تَرَى حَيْثَ سُهَيْلٍ طَالِعَا؟
فَلَمَّا أَضَافَهَا فَتَحَهَا، كما يَفْعَلُ بِعِنْدَ وَخَلْفَ، وَقَالَ أَبُو الْهَيْثَمِ: حَيْثُ ظَرْفٌ مِنَ الظُّرُوفِ، يَحْتَاجُ إِلَى اسْمٍ وَخَبَرٍ، وَهِيَ تَجْمَعُ مَعْنَى ظَرْفَيْنِ كقولك: حَيْثُ عَبْدُ اللَّهِ قَاعِدٌ، زَيْدٌ قَائِمٌ؛ الْمَعْنَى: الْمَوْضِعُ الَّذِي فِيهِ عَبْدُ اللَّهِ قَاعِدٌ زَيْدٌ قَائِمٌ. قَالَ: وَحَيْثُ مِنْ حُرُوفِ الْمَوَاضِعِ لَا مِنْ حُرُوفِ الْمَعَانِي، وَإِنَّمَا ضُمَّتْ، لِأَنَّهَا ضُمِّنَتِ الِاسْمَ الَّذِي كانت تَسْتَحِقُّ إِضَافَتَهَا إِلَيْهِ؛ قَالَ: وَقَالَ بَعْضُهُمْ: إِنَّمَا ضُمَّتْ لِأَنَّ أَصْلَهَا حَوْثُ فَلَمَّا قَلَبُوا وَاوَهَا يَاءً، ضَمُّوا آخِرَهَا؛ قَاْلَ أَبُو الْهَيْثَمِ: وَهَذَا خَطَأٌ، لِأَنَّهُمْ إِنَّمَا يُعْقِبُونَ فِي الْحَرْفِ ضَمَّةً دَالَّةً عَلَى وَاوٍ سَاقِطَةٍ.
الْجَوْهَرِيُّ: حَيْثُ كلمة تَدُلُّ عَلَى الْمَكَانِ، لِأَنَّهُ ظَرْفٌ فِي الْأَمْكِنَةِ، بِمَنْزِلَةِ حِينَ فِي الْأَزْمِنَةِ، وَهُوَ اسْمٌ مَبْنِي، وَإِنَّمَا حُرِّكَ آخِرُهُ لِالْتِقَاءِ السَّاكِنَيْنِ؛ فَمِنَ الْعَرَبِ مَنْ يَبْنِيهَا عَلَى الضَّمِّ تَشْبِيهًا بِالْغَايَاتِ، لِأَنَّهَا لَمْ تَجِئْ إِلَّا مُضَافَةً إِلَى جُمْلَةٍ، كقولك أَقُومُ حَيْثُ يَقُومُ زَيْدٌ، وَلَمْ تَقُلْ حَيْثُ زَيْدٍ؛ وَتَقُولُ حَيْثُ تَكُونُ أَكُونُ؛ وَمِنْهُمْ مَنْ يَبْنِيهَا عَلَى الْفَتْحِ مِثْلَ كيفَ، اسْتِثْقَالًا لِلضَّمِّ مَعَ الْيَاءِ وَهِيَ مِنَ الظُّرُوفِ الَّتِي لَا يُجَازَى بِهَا إِلَّا مَعَ مَا، تَقُولُ حَيْثُمَا تَجْلِسْ أَجْلِسْ، فِي مَعْنَى أَيْنَمَا؛ وَقَوْلُهُ تَعَالَى: وَلَا يُفْلِحُ السَّاحِرُ حَيْثُ أَتَى وَفِي حَرْفِ ابْنِ مَسْعُودٍ: أَيْنَ أَتَى. وَالْعَرَبُ تَقُولُ: جِئْتُ مِنْ أَيْنَ لَا تَعْلَمُ أَيْ: مِنْ حَيْثُ لَا تَعْلَمُ. قَاْلَ الْأَصْمَعِيُّ: وَمِمَّا تُخْطِئُ فِيهِ الْعَامَّةُ وَالْخَاصَّةُ بَابُ حِينَ وَحَيْثُ، غَلِطَ فِيهِ الْعُلَمَاءُ مِثْلُ أَبِي عُبَيْدَةَ وَسِيبَوَيْهِ. قَاْلَ أَبُو حَاتِمٍ: رَأَيْتُ فِي كتاب سِيبَوَيْهِ أَشْيَاءَ كثيرة يَجْعَلُ حِينَ حَيْثُ، وَكَذَلِكَ فِي كتاب أَبِي عُبَيْدَةَ بِخَطِّهِ، قَاْلَ أَبُو حَاتِمٍ: وَاعْلَمْ أَنَّ حِينَ وَحَيْثُ ظَرْفَانِ، فَحِينَ ظَرْفٌ مِنَ الزَّمَانِ، وَحَيْثُ ظَرْفٌ مِنَ الْمَكَانِ، وَلِكُلِّ وَاحِدٍ مِنْهُمَا حَدٌّ لَا يُجَاوِزُهُ، وَالْأَكْثَرُ مِنَ النَّاسِ جَعَلُوهُمَا مَعًا حَيْثُ قَالَ: وَالصَّوَابُ أَنْ تَقُولَ رَأَيْتُكَ حَيْثُ كنت أَيْ: فِي الْمَوْضِعِ الَّذِي كنت فِيهِ وَاذْهَبْ حَيْثُ شِئْتَ أَيْ: إِلَى أَيِّ مَوْضِعٍ شِئْتَ؛ وَقَالَ اللَّهُ عَزَّ وَجَلَّ: فَكُلَا مِنْ حَيْثُ شِئْتُمَا.
وَيُقَالُ: رَأَيْتُكَ حِينَ خَرَجَ الْحَاجُّ أَيْ: فِي ذَلِكَ الْوَقْتِ، فَهَذَا ظَرْفٌ مِنَ الزَّمَانِ، وَلَا يَجُوزُ حَيْثُ خَرَجَ الْحَاجُّ؛ وَتَقُولُ: ائْتِنِي حِينَ يَقْدَمُ الْحَاجُّ، وَلَا يَجُوزُ حَيْثُ يَقْدَمُ الْحَاجُّ، وَقَدْ صَيَّرَ النَّاسُ هَذَا كله حَيْثُ، فَلْيَتَعَهَّدِ الرَّجُلُ كلامه. فَإِذَا ڪَانَ مَوْضِعٌ يَحْسُنُ فِيهِ أَيْنَ وَأَيَّ مَوْضِعٍ فَهُوَ حَيْثُ، لِأَنَّ أَيْنَ مَعْنَاهُ حَيْثُ؛ وَقَوْلُهُمْ حَيْثُ كانوا، مَعْنَاهُمَا وَاحِدٌ، وَلَكِنْ أَجَازُوا الْجَمْعَ بَيْنَهُمَا لِاخْتِلَافِ اللَّفْظَيْنِ. وَاعْلَمْ أَنَّهُ يَحْسُنُ فِي مَوْضِعِ حِينَ: لَمَّا، وَإِذْ، وَإِذَا، وَوَقْتٌ، وَيَوْمٌ، وَسَاعَةٌ، وَمَتَى. تَقُولُ: رَأَيْتُكَ لَمَّا جِئْتَ، وَحِينَ جِئْتَ، وَإِذْ جِئْتَ. وَيُقَالُ: سَأُعْطِيكَ إِذْ جِئْتَ، وَمَتَى جِئْتَ.

## حيث في القرآن الكريم
{فَكُلُوا مِنْهَا حَيْثُ شِئْتُمْ } [البقرة: 58].
{فَكُلَا مِنْ حَيْثُ شِئْتُمَا} [الأعراف: 19].
{وَأَتَاهُمُ الْعَذَابُ مِنْ حَيْثُ لَا يَشْعُرُونَ} [النحل: 26].
{سَنَسْتَدْرِجُهُمْ مِنْ حَيْثُ لَا يَعْلَمُونَ} [الأعراف: 182].
{وَيَرْزُقْهُ مِنْ حَيْثُ لَا يَحْتَسِبُ} [الطلاق: 3].
{وَلَمَّا دَخَلُوا مِنْ حَيْثُ أَمَرَهُمْ أَبُوهُمْ } [يوسف: 68].
{اللَّهُ أَعْلَمُ حَيْثُ يَجْعَلُ رِسَالَتَهُ} [الأنعام: 124].